# 千葉火力発電所
千葉葉火力発電所（ちばかりょくはつでんしょ）は千葉県千葉市中央区蘇我町2-1377にあるJERAの天然ガス火力発電所。

## 概要
1957年4月に1号機が運転を開始、4号機までが建設された。その後、設備の老朽化や電力需要の増加により、旧設備を廃止し新たに排熱回収型コンバインドサイクル発電方式の設備を建設、2000年6月に1、2号系列全ての設備が運転を開始した。
燃料であるLNGは、袖ケ浦火力発電所や富津火力発電所に併設されたLNG基地からパイプラインにより供給を受けている。
2011年3月11日の東北地方太平洋沖地震と津波により複数の発電施設が被災し、電力供給力が大幅に低下したため、3号系列が緊急設置電源として新設された。さらに、排熱回収ボイラ、蒸気タービンおよび発電機を追加設置し、高効率コンバインドサイクル発電設備とすることで、恒久的に使用できる電源にする計画が発表され、2014年7月31日に3号系列全ての発電設備が運転を開始した。
2016年4月、東京電力の会社分割により、東京電力フュエル&パワーに承継された。2019年4月、更にJERAに承継された。

## 発電設備
- 総出力：438万kW　　※暫定436.13万kW　（2016年4月1日現在）[5]
- 敷地面積：約101万m2

1号系列
発電方式：1,300℃級改良型コンバインドサイクル発電(Advanced Combined Cycle)方式
定格出力：144万kW（36万kW × 4軸）
　ガスタービン：24.19万kW × 4軸
　蒸気タービン：11.81万kW × 4軸
使用燃料：LNG
熱効率：54.2%（低位発熱量基準）
営業運転開始
　1-1号：2000年4月7日
　1-2号：1999年10月1日
　1-3号：1999年4月2日
　1-4号：2000年12月17日
2号系列
発電方式：1,300℃級改良型コンバインドサイクル発電(ACC)方式
定格出力：144万kW（36万kW × 4軸）
　ガスタービン：23.3万kW × 4軸
　蒸気タービン：12.7万kW × 4軸
使用燃料：LNG
熱効率：54.2%（低位発熱量基準）
営業運転開始
　2-1号：1999年2月4日
　2-2号：1999年7月2日
　2-3号：2000年1月21日
　2-4号：2000年6月15日
3号系列
発電方式：1,500℃級コンバインドサイクル発電(More Advanced Combined Cycle)方式（ガスタービン・蒸気タービン別軸構成）
定格出力：150万kW（50万kW × 3基　計6軸）　　※暫定148.13万kW　（50万kW × 2基　＋　48.13万kW × 1基　計6軸）
　ガスタービン：33.4万kW × 3軸
　蒸気タービン：16.6万kW × 3軸
使用燃料：LNG
熱効率（低位発熱量基準）
　ガスタービン単独運転時：39.0%
　コンバインドサイクル運転時：約58%
営業運転開始
　ガスタービン発電設備（当初は緊急設置電源として単独で稼働）
　　3-1号：2011年8月28日
　　3-2号：2011年9月9日
　　3-3号：2012年7月10日
　蒸気タービン発電設備
　　3-1号：2014年4月24日
　　3-2号：2014年6月16日
　　3-3号：2014年7月31日

## 廃止された発電設備

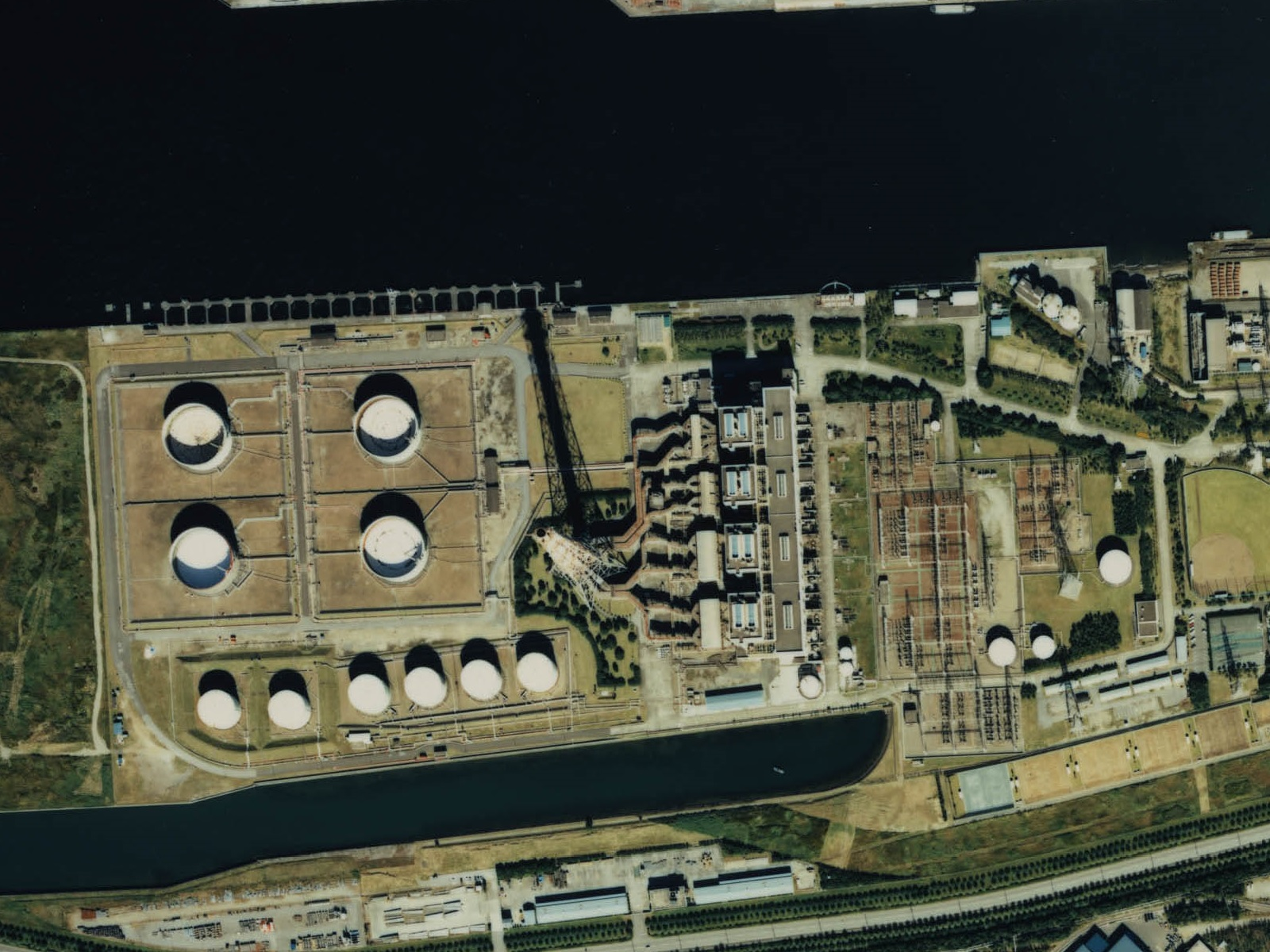
旧発電設備の空中写真。1988年撮影

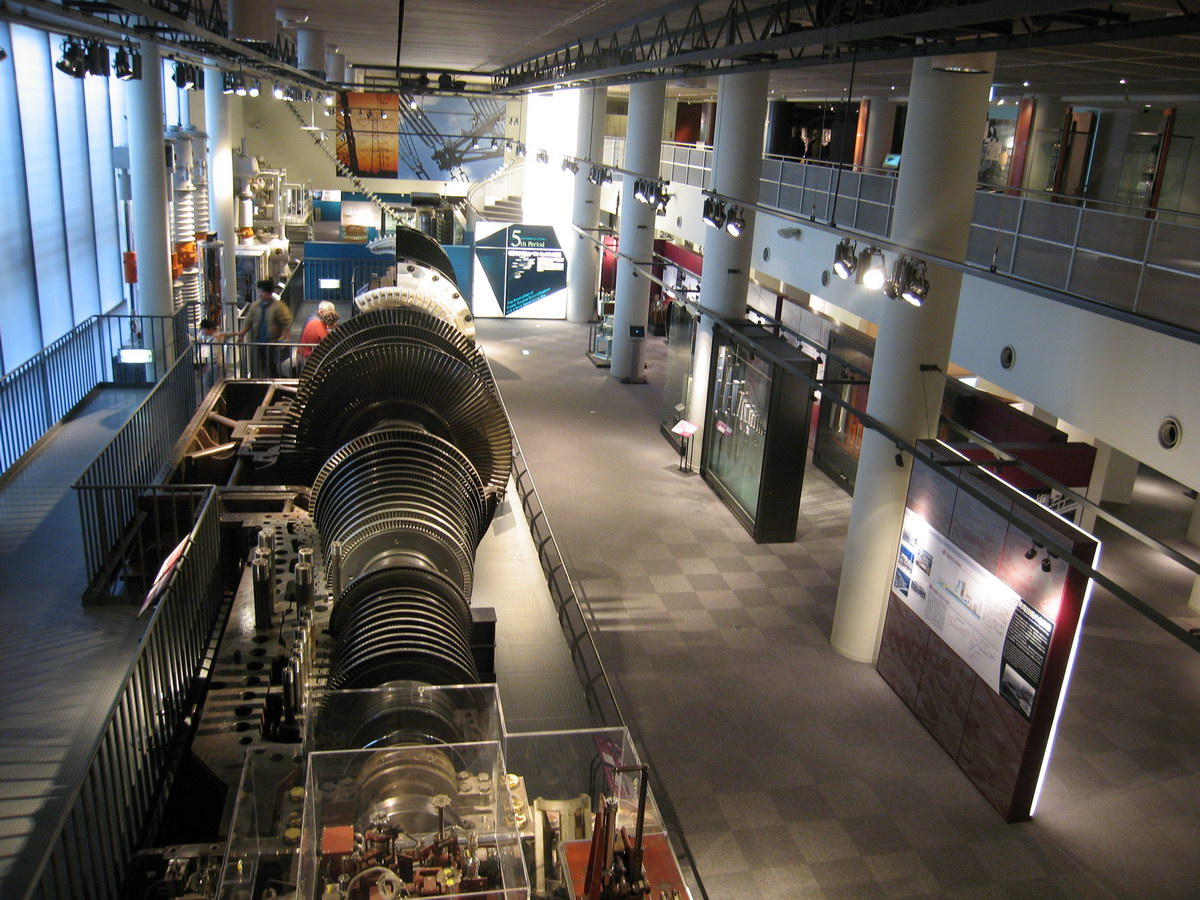
電気の史料館に展示保存されている旧1号タービン発電機

総出力60万kWという当時としては大容量の発電設備について東洋一といわれていた。燃料は当初石炭だったが、後に原油に転換した。旧設備の煙突は国内では珍しく爆破解体された。
- 総出力：60万kW
- 発電方式：汽力発電方式

（旧）1号機（廃止）
定格出力：12.5万kW
使用燃料：原油（当初は石炭）
熱効率：37.2%（高位発熱量基準）
営業運転期間：1957年4月 - 1999年3月
（旧）2号機（廃止）
定格出力：12.5万kW
使用燃料：原油（当初は石炭）
熱効率：37.2%（高位発熱量基準）
営業運転期間：1957年11月 - 1999年3月
（旧）3号機（廃止）
定格出力：17.5万kW
使用燃料：原油（当初は石炭）
熱効率
　38.8%（高位発熱量基準）
　41.1%（低位発熱量基準）
営業運転期間：1959年1月 - 1999年3月
（旧）4号機（廃止）
定格出力：17.5万kW
使用燃料：原油（当初は石炭）
熱効率
　38.8%（高位発熱量基準）
　41.1%（低位発熱量基準）
営業運転期間：1959年8月 - 1999年3月

## 蒸気タービン不具合による対策
2015年5月9日および6月1日に発生した関西電力姫路第二発電所3号機および5号機における蒸気タービンの振動による自動停止を踏まえ、類似設計の蒸気タービンを使用している千葉火力発電所3号系列第3軸は2015年6月1日に発電を停止した。
関西電力での原因調査などを踏まえて必要な対応を検討した結果、蒸気タービン最終段動翼を取り外し、圧力プレートを設置する応急対策工事を実施、2015年8月12日に運転を再開した。なお、圧力プレートの設置により、3号系列第3軸の定格出力は、2015年8月31日現在で暫定的に48.13万kWとなっている
。

## 付随施設
2003年には、野鳥や昆虫など野生生物の観察が可能な、自然復元型公園の「ビオトープそが」が同発電所の隣に建設された。2011年3月11日に発生した東北地方太平洋沖地震の影響により、一時閉園（事実上の閉鎖）されている。

## アクセス
- タクシー
  - 蘇我駅西口より約15分
  - 浜野駅西口より約8分